# Eparchia Niepokalanego Poczęcia w Prudentópolis
Eparchia Niepokalanego Poczęcia w Prudentópolis – eparchia Kościoła katolickiego obrządku bizantyjsko-ukraińskiego z siedzibą w Prudentópolis. Została erygowana 12 maja 2014.